# 上毛野綱主
上毛野 綱主（かみつけの の つなぬし、生没年不詳）は、平安時代初期から前期にかけての貴族。氏姓は桧前公のち上毛野朝臣。官位は従五位下・伊賀守。

## 経歴
承和14年（847年）正六位上・左近衛府将監の官位にあったが、桧前公から上毛野朝臣に改姓され、上野国那波郡から左京四条に移貫される。仁明朝末の嘉祥2年（849年）外従五位下に叙せられ、翌嘉祥3年（850年）3月に仁明天皇が重態に陥る中で固関使が発せられた際、綱主は伊勢国に派遣された。
文徳朝では嘉承4年（851年）和泉守に任ぜられ、斉衡2年（855年）内位の従五位下に叙せられる。清和朝では貞観7年（865年）鼓吹正、貞観8年（866年）伊賀守を歴任した。

## 官歴
『六国史』による。
- 時期不詳：正六位上。左近衛府将監
- 承和14年（847年） 10月1日：桧前公から上毛野朝臣に改姓、上野国那波郡から左京四条に移貫
- 嘉祥2年（849年） 正月7日：外従五位下
- 嘉祥3年（850年） 3月17日：固関使（伊勢国）
- 嘉承4年（851年） 正月11日：和泉守
- 斉衡2年（855年） 正月7日：従五位下（内位）
- 貞観7年（865年） 3月9日：鼓吹正
- 貞観8年（866年） 2月13日：伊賀守